# Мраморна амбистома
Мраморна амбистома (Ambystoma opacum) е вид земноводно от семейство Ambystomatidae. Възникнал е преди около 0,3 млн. години по времето на периода кватернер. Видът е незастрашен от изчезване.

## Разпространение
Разпространен е в САЩ.

## Описание
Продължителността им на живот е около 11,3 години. Популацията на вида е стабилна.